# 이스트라반도

이스트라의 역사적 문장

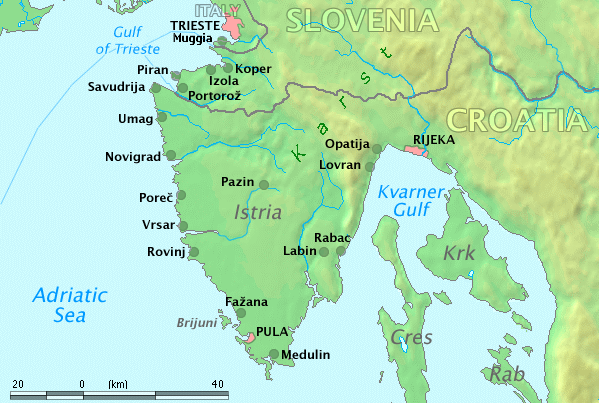
이스트라반도

이스트라반도(크로아티아어: Istra, 슬로베니아어: Istra) 또는 이스트리아반도(이탈리아어: Istria)는 크로아티아와 슬로베니아, 이탈리아에 걸쳐 있는 아드리아해의 반도이다. 트리에스테만과 크바르네르만 사이에 위치해있다.

## 역사
이 지역은 오랜 기간 베네치아 공화국의 영향 아래에 있었으나, 나폴레옹 전쟁 이후에 오스트리아 제국의 영토로 편입되었다. 이후 제1차 세계 대전에서 오스트리아-헝가리 제국이 패전하여 해체되면서, 남티롤과 함께 승전국 이탈리아 왕국의 영토가 되었다.
그러나 제2차 세계 대전 당시 추축국으로 참여한 이탈리아 왕국이 패전하면서 유고슬라비아 및 트리에스테 자유 지구의 영토가 되었다. 1954년 트리에스테 자유 지구는 이탈리아와 유고슬라비아에 흡수되었다.
1991년 크로아티아와 슬로베니아가 독립함으로써 이스트라반도의 대부분은 크로아티아의 영토가 되었으며, 나머지는 슬로베니아가 차지하며, 이탈리아가 트리에스테와 인접한 극미한 영토를 점유하고 있다.

## 같이 보기
- 이스트리엔 변경